# Tractat d'Ulm (1620)
El Tractat d'Ulm fou firmat el dia 3 de juliol de l'any 1620 a la ciutat alemanya d'Ulm. El tractat fou firmat entre representants de la Lliga Catòlica per part de l'emperador Ferran II, emperador romanogermànic i la Unió Protestant. La Unió Protestant, que ja havia participat el 1610 a la Crisi successòria de Juliers-Cléveris, va declarar la seva neutralitat i va abandonar el suport a Frederic V.
L'ocupació de Frederic V, elector palatí del Regne de Bohèmia, se situa en el marc d'un territori pertanyent a l'emperador, arran de la demanda dels protestants bohemis al comte palatí. Per tal d'assegurar-se una senzilla victòria, l'emperador sol·licità a la Unió Protestant que no intervingués a Bohèmia en cas d'ocupació austríaca. Així, pocs mesos després de la signatura, les tropes austríaques iniciaren l'ocupació de Bohèmia.
Amb la mediació de la diplomàcia francesa, Frederic V fou privat dels seus estats patrimonials del Palatinat i hagué d'exiliar-se a la ciutat de La Haia on va morí el 1632 sense haver recuperat el seu territori patrimonial.